# Rémi Casty

a Compétitions nationales et continentales officielles uniquement.

b Matchs officiels uniquement.
Rémi Casty, né le 5 février 1985 à Narbonne (Aude), est un joueur international français de rugby à XIII évoluant au poste de pilier, de deuxième ligne ou de troisième ligne des années 2000 à 2020.
R. Casty grandit à Ornaisons où il fait ses premiers pas au rugby à XIII au sein du club local puis parfaire son apprentissage au sein du F.C. Lézignan avec lequel il prend part à ses premières rencontres de Championnat de France. Il y connaît également ses premières sélections en équipe de France et rejoint en 2005 l'Union treiziste catalane basée à Perpignan qui a pour projet, sous l'impulsion de Bernard Guasch, d'intégrer un club français en Super League. Celui-ci se nomme les Dragons Catalans et R. Casty y est un élément régulier dès leurs débuts dans ce championnat anglais. Avec ce dernier, il prend part à la finale de la Challenge Cup 2007 au Stade de Wembley devant 84 241 spectateurs. Il effectue alors toute sa carrière sportive au sein du club catalan entrecoupée d'une période d'un an en 2014 au sein du club australien des Sydney Roosters disputant la National Rugby League où il devient le premier français à y inscrire un essai et remporte le World Club Challenge en 2014. Il détient le record de rencontres disputées avec les Dragons Catalans avec 337 rencontres, devient capitaine et est désigné à deux reprises dans l'équipe de rêve de la Super League lors des saisons 2012 et 2018. Il joue deux demi-finales de Super League en 2009 et 2020, et remporte la Challenge Cup 2018, premier titre de l'histoire du club. Il quitte le club des Dragons Catalans en 2020 pour une ultime saison au Toulouse olympique XIII et y remporte le Championship (antichambre de la Super League) en 2021.
Parallèlement, il est un titulaire indiscutable en équipe de France de 2004 à 2016 comptant vingt-cinq sélections, avec laquelle il prend part à deux éditions de la Coupe du monde en 2008 et 2013, disputant un quart-de-finale lors de cette dernière.
Après sa carrière sportive, il se réoriente vers le rôle d'entraîneur, devenant entraîneur-adjoint de Sylvain Houles au Toulouse olympique XIII durant une année en 2022, puis en prenant en charge l'équipe de France des moins de dix-neuf ans à partir de 2023. Mi-2023, il retrouve le club des Dragons Catalans en intégrant l'encadrement de sa réserve de Saint-Estève XIII Catalan en tant qu'adjoint puis en devenant co-entraîneur avec Justin Murphy remportant la Coupe de France en 2025.

## Biographie

### Enfance, jeunesse et débuts en rugby à XIII à Ornaisons et Lézignan
Rémi Casty naît le 5 février 1985 à Narbonne (Aude). Son père, Jacky Casty, est maire de la commune d'Ornaisons (Aude) de 1976 à 2014, et a pratiqué le rugby à XIII à haut niveau remportant la Coupe de France en 1970 avec le F.C. Lézignan, club dans lequel il a joué au poste de demi d'ouverture et y est devenu capitaine. Il a un frère, Benjamin Casty, qui est joueur et arbitre de rugby à XIII. Il grandit à Ornaisons.
Né au sein d'une famille pratiquant le rugby à XIII, Rémi Casty s'adonne à ce code de rugby dès son plus jeune âge en intégrant le club de son village - l'U.S. Ornaisons. Il rejoint durant son enfance le club voisin du F.C. Lézignan où il y connaît ses premières sélections en équipe de France de jeunes. Il est lancé très jeune à ses dix-huit ans dans le Championnat de France lors de la saison 2003-2004. Durant deux saisons, il accumule les rencontres seniors et est appelé pour la première fois en équipe de France senior lors de l'édition 2004 de la Coupe de la Méditerranée oposé au Maroc et à la Serbie. Cela est suivi d'une convocation dans le cadre de la réception contre l'sélection australienne dans une rencontre non officielle programmée le 21 novembre 2004 où R. Casty, seul Lézignanais convoqué, entre dans le groupe en raison du forfait de Sébastien Raguin, blessé à l'œil. Il dispute la rencontre, perdue 30-52, devant près de 8 500 spectateurs au stade Ernest-Wallon de Toulouse.

### 2005-2013: grand joueur des Dragons Catalans et de l'équipe de France

#### 2005: premiers pas avec les Dragons Catalans en Super League
Lors de l'intersaison estivale de 2005, âgé de vingt ans, Rémi Casty quitte le F.C. Lézignan et s'inscrit dans le projet perpignanais de l'Union treiziste catalane (U.T.C.) initiée par Bernard Guasch avec l'objectif d'intégrer une équipe française dans le Championnat professionnel anglais de la Super League. Dans une équipe comprenant de nombreux internationaux français et des étrangers australiens qui prépare au mieux ses débuts programmés en Super League en février 2006, R. Casty prend part aux rencontres du Championnat de France avec l'U.T.C. devenue ainsi l'équipe réserve de l'équipe appelée à disputer la Super League nommée les « Dragons Catalans ».
Composition des Dragons Catalans :
Le 1er avril 2006, R. Casty connaît sa première convocation pour une rencontre avec les Dragons Catalans à l'occasion d'une rencontre en seizième-de-finale de Challenge Cup contre les Anglais de Thornhill Trojans. Face à ce club amateur, les Dragons Catalans, désormais entraînés par Mick Potter, s'imposent 66-0 avec deux essais de R. Casty et se qualifie pour le tour suivant. Deux semaines plus tard le 14 mai 2006, R. Casty dispute sa première rencontre de Super League face aux London Harlequins pour une défaite 36-14. R. Casty, à vingt-et-ans, incarne le groupe des grands espoirs sur lesquels le club compte à l'instar de Grégory Mounis, Thomas Bosc, Julien Touxagas, Younès Khattabi et Jamal Fakir. Il dispute cette saison-là huit rencontres dont six de Super League contre des clubs prestigieux de Wigan Warriors, Hull F.C. et Bradford Bulls, toutes disputées en entrant en jeu après avoir été placé sur le banc des remplaçants.

#### 2007-2008: premières titularisations en Super League, finale de Challenge Cup à Wembley et participation à la Coupe du monde
Composition des Dragons Catalans :
Les Dragons Catalans pour leur seconde saison en Super League procède à un gros changement d'effectif avec de nombreux départs et arrivées. Rémi Casty est quant à lui confirmé par l'entraîneur Mick Potter qui amène son joueur à devenir indispensable pour son équipe. R. Casty dispute ainsi douze rencontres avec les Dragons Catalans. Il connaît le 31 mars 2007 en Challenge Cup face à Featherstone Rovers sa première titularisation au poste de pilier, suivie de sa première titularisation en Super League le 5 mai 2007 face aux Londoniens d'Harlequins, et enfin de son premier essai en Super League le 1er septembre 2007 face à Wakefield Trinity Wildcats. Cette seconde saison voit le club catalan passer les tours de Challenge Cup. Bien que R. Casty ne dispute ni le quart-de-finale contre Hull F.C. ni la demi-finale contre Wigan Warriors, il est convoqué pour la finale. Cette rencontre est un évènement intervenant seulement après deux saisons en Super League du club catalan qui fait d'eux le premier club non-anglais à prendre part à une finale de cette compétition. Il affronte les Anglais de St Helens le 25 août 2007 dans le nouveau Wembley inauguré six mois auparavant. Devant 84 241 spectateurs dont près de 4 000 supporters français, les Dragons Catalans perdent la rencontre 30-8 à l'issue duquel R. Casty peste en raison du second essai anglais entaché d'une passe en-avant faisant selon lui du fait marquant permettant à St Helens de prendre le large au score avant la mi-temps (12-4 pour St Helens).
La saison 2008 voit R. Casty devenir un joueur incontournable. Souvent utilisé comme joueur d'impact en sortie de banc, il dispute cette saison-là vingt-huit rencontres pour deux essais dont un essai décisif pour battre St Helens à la sixième journée de la Super League. Le club catalan confirme sa montée en puissance avec Mick Potter toujours entraîneur. Cette saison est décisive pour l'avenir du club qui a bénéficié lors des saisons 2006 et 2007 d'une dérogation lui permettant de garantir sa place quel que soit son classement, et qu'un classement permet au club de lui garantir sa place en Super League via une licence pour les trois années à venir. Après un début de saison poussif, le club occupe le podium à partir de la 12e journée pour ne plus la lâcher jusqu'à la fin de la saison régulière à la 27e journée derrière St Helens et Leeds Rhinos. Les Dragons Catalans avec R. Casty sont opposés aux Warrington Wolves au premier tour et s'y imposent 46-8, mais sont vaincus au tour suivant par la quatrième de la saison régulière, Wigan Warriors, sur le score de 50-26 au stade Gilbert-Brutus devant près de 10 000 spectateurs.
Groupe de l'équipe de France :
La fin de l'année 2008 est rythmée par la tenue de la Coupe du monde qui se tient du 25 octobre au 17 novembre en Australie. Le 24 septembre 2008, le sélectionneur australien John Monie de l'équipe de France annonce son groupe de vingt-trois joueurs comprenant Rémi Casty qui est convoqué à l'instar de onze autres joueurs des Dragons Catalans. La sélection effectue un stage d'une semaine dans la station de Tignes à 2 100 mètres d'altitude. Partis de France le 11 octobre 2008, les Français s'installent leur camp de base situé à Caloundra près de Brisbane pour préparer leur première rencontre du 26 octobre contre l'Écosse puis la seconde rencontre le 1er novembre face aux Fidji, contraignant à remporter ses deux rencontres pour se qualifier pour les quarts-de-finale. La France remporte son match inaugurale de cette édition de Coupe du monde en battant l'Écosse 36-18 au cours duquel R. Casty entre en cours de match. R. Casty est reconduit pour la seconde rencontre, toujours en tant que remplaçant en début de match, face aux Fidji. La France compte toutefois deux absences importantes avec les blessures du talonneur Julien Rinaldi et du deuxième ligne Éric Anselme. Cette rencontre « tourne au cauchemar » pour l'équipe de France qui se fait battre 42-6 par des Fidjiens entreprenants, mettant un terme aux espoirs de quart-de-finale des Français. Pour l'ultime rencontre de classement, la France affronte les Samoa. R. Casty est cette fois-ci pas mis sur la feuille de match pour permettre à d'autres joueurs de prendre part à la Coupe du monde et voit ses coéquipiers être battus 42-10 pour terminer à la dixième place de cette édition.

#### Saison 2009: demi-finale de Super League
Après sa troisième place en saison régulière lors de la saison 2008, les Dragons Catalans comptent poursuivent sur leur élan avec leur nouvel entraîneur Kevin Walters. Rémi Casty est cette saison-là toujours utilisé comme joueur impactant en sortie de banc et prend part à vingt-neuf rencontres des Catalans cette saison. En préparation de la saison, R. Casty, à l'instar des autres appelés à avoir disputé la Coupe du monde, reprend le chemin de l'entraînement avec un décalage de trois semaines. Comptant de nombreux blessés, le début de saison est raté par les Dragons Catalans qui connaissent six défaites lors des sept premières rencontres mais l'arrivée de l'international australien Greg Bird dans l'effectif des Dragons a un fort impact sur le groupe, celui-ci étant même nommé capitaine. En challenge Cup, l'équipe perpignanaise écartent les Bradford Bulls 40-38 mais est éliminée en huitièmes de finale lors d'une revanche contre St Helens 42-8. En Super League, le club occupe la majeure partie de l'année les dernières places entre la dixième et douzième place, laissant loin l'opportunité de se qualifier pour la phase finale.
En juin 2009, R. Casty joue deux rencontres de prestige. La première avec le maillot de l'équipe de France dans le cadre d'une rencontre amicale contre l'Angleterre au stade Jean-Bouin de Paris le 13 juin 2009 mais y concède une large défaite 66-12. La seconde intervient le 20 juin 2009 avec la réception des Warrington Wolves au Stade olympique de Montjuic de Barcelone pour la première rencontre organisée en Espagne dans l'histoire de la Super League. Bien qu'une défaite catalane ponctue le match (12-24), et malgré l'absence de Bird retourné en Australie pour son jugement, l'affluence atteint 18 150 spectateurs, permettant de battre le record d'affluence à domicile pour les Dragons. La fin de la saison régulière entre mi-juillet et mi-septembre voit les Dragons revenir dans la course à la qualification à la phase finale avec une ultime rencontre à St Helens qui se révèle être un exploit des Dragons avec le gain du match 24-12 et une huitième place. R. Casty, au cours de l'été, prolonge son contrat avec les Dragons Catalans pour deux nouvelles saisons. En phase finale, les Dragons jouent chez les Warrington Wolves (cinquième) et s'imposent 25-16 puis réussissent une nouvelle performance chez les Huddersfield Giants (quatrième) 16-6, permettant au club catalan de disputer sa première demi-finale de Super League. Opposés au leader de la saison régulière, les Leeds Rhinos, les Dragons Catalans perdent pied en première mi-temps en étant menés 22-4 mais offrent une réelle opposition en seconde mi-temps échouant sur le score final de 27-20 à se qualifier pour la finale.
La fin de l'année 2009 est rythmée par une nouvelle compétition entre sélections nationales nommée le Tournoi des Quatre Nations qui se déroule en Angleterre. Elle regroupe les trois meilleures nations du monde - la Nouvelle-Zélande, l'Australie et l'Angleterre - avec la participation d'une quatrième nation invitée : la France. Rémi Casty, titularisé au poste de pilier, lors de la première rencontre de cette édition 2009 face à l'Angleterre perdue 34-12, se blesse sérieusement au cours de la partie avec une fracture de la main le contraignant à renoncer aux deux autres oppositions, où la France subit deux sévères défaites 62-12 face à la Nouvelle-Zélande et 42-2 face à l'Australie.

#### 2010: Rémi Casty devient titulaire aux Dragons Catalans
La seconde année de Kevin Walters se trouve être très compliquée. Les Dragons Catalans restent toute la saison englués dans les dernières places de la Super League, subissant vingt-et-une défaites en vingt-sept matchs, et terminent à la dernière place du classement à la fin de la saison régulière. R. Casty, de son côté, reste jusqu'à la 19e journée dans son rôle de joueur impactant en sortie de banc, mais il profite d'une absence de l'habituel titulaire au poste de pilier, David Ferriol victime d'un problème musculaire au bras, pour devenir en cette fin de saison titulaire à ce poste prenant à quelques victoires de prestiges face à St Helens et Bradford Bulls en Super League sans pour autant que le club puisse éviter la dernière place. En Challenge Cup toutefois, les Dragons Catalans avec R. Casty vivent un beau parcours les amenant en demi-finale. Après des victoires contre Salford, Crusaders et Batley, les Dragons Catalans s'inclinent au porte de la finale face aux Warrington Wolves 54-12.
La fin d'année 2010 est rythmée par la tenue de la Coupe d'Europe des nations 2010 à laquelle la France participe avec le pays de Galles, l'Ecosse et l'Irlande, et où tous ses matchs se déroulent en France. Le vainqueur de ce tournoi détermine l'équipe qui prend part au Tournoi des Quatre Nations 2011. Rémi Casty, au sein d'une équipe de France rajeunie, est évidemment appelé à rejoindre la sélection. Lors de la première rencontre face à l'Irlande, R. Casty montre la voie en inscrivant le premier essai français et prend une part active dans le succès de la France 58-24. Elle bat ensuite l'Écosse 26-12 et se voit opposer au pays de Galles pour le gain du tournoi. Dans cette rencontre couperet, la France est en passe de s'imposer 11-10 à la suite d'un drop de Tony Gigot à la 74e minute dans une rencontre où le jeu français s'est polarisée sur la puissance du trio Olivier Élima-R. Casty-Jamal Fakir, mais une ultime pénalité accordée aux Gallois leur permet de s'imposer 12-11 et de remporter la Coupe d'Europe. La France vit une désillusion et ne participera pas au Tournoi des Quatre Nations 2011.

#### 2011: nouveau cycle aux Dragons Catalans avec Trent Robinson

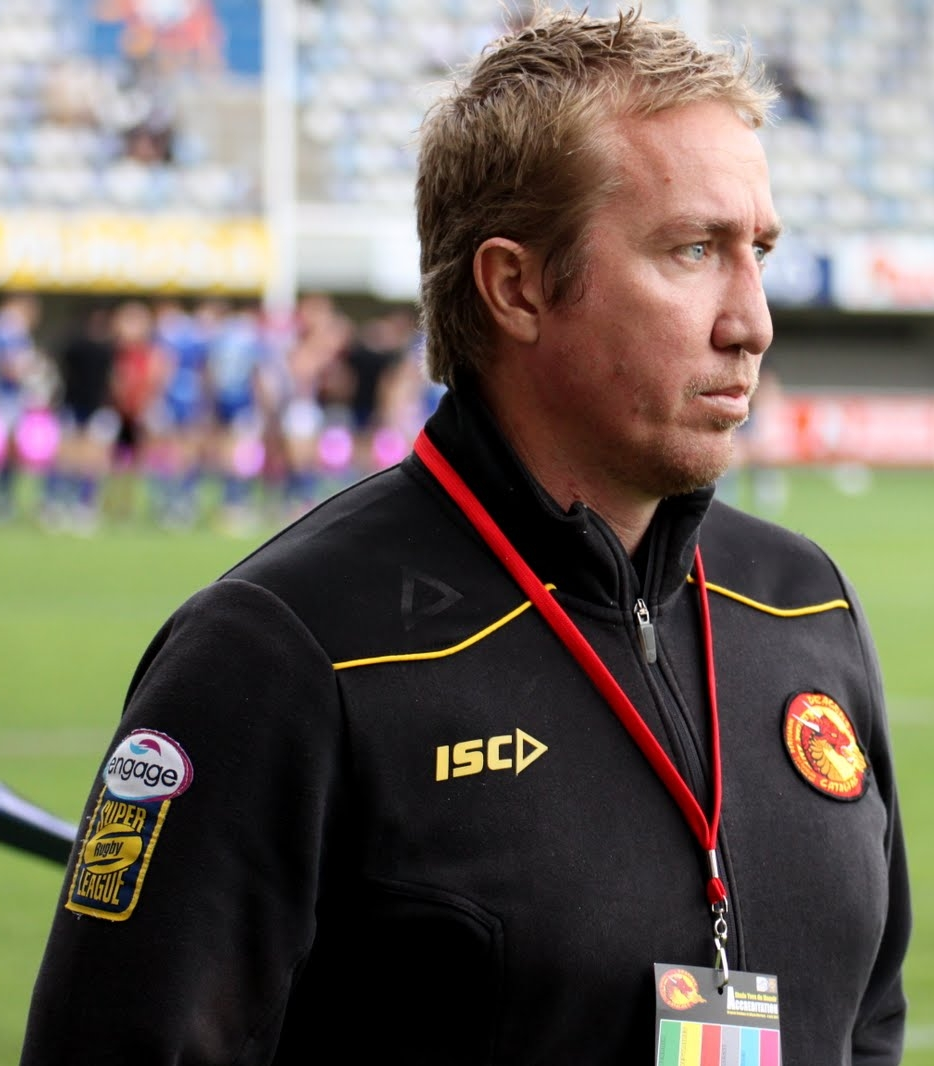
Le nouvel entraîneur des Dragons Catalans, Trent Robinson, permet à Rémi Casty de devenir un joueur de premier plan et le recrutera en 2014 aux Sydney Roosters.

En 2011, les Dragons Catalans acte la non-prolongation de leur entraîneur Kevin Walters qui est remplacé par le francophile Trent Robinson qui a déjà joué et entraîné en France au Toulouse Olympique XIII et est secondé par le jeune retraité et ancien joueur des Dragons Jérôme Guisset. L'effectif est également impacté avec de nombreux départs compensés par les arrivées de Steve Menzies, Scott Dureau ou encore Jason Baitieri. Au cours de cette saison, T. Robinson soumet Rémi Casty à la concurrence sur son poste de pilier avec David Ferriol, Jamal Fakir et J. Baitieri. Ainsi que les vingt-neuf rencontres, R. Casty en dispute vingt-quatre rencontres dont vingt titulaires, et connaît des nombreux essais au poste de deuxième ligne, poste à court de prétendants, au cours d'une saison qui voit Grégory Mounis nommé capitaine. Après un début de saison poussif (cinq défaites en sept rencontres), les Dragons Catalans alignent de bons résultats à partir du mois d'avril 2011 et luttent toute la saison autour de la qualification pour la phase finale entre les 5e et 7e place. R. Casty est ainsi un élément régulier, les rencontres manquantes étant dues à une blessure au genou courant mai-juin 2011 l'écartant un gros mois des terrains. Qualifiés finalement pour la phase finale avec une sixième place, R. Casty, en deuxième ligne, et ses coéquipiers sont opposés à Hull KR (7e). Au stade Gilbert-Brutus devant près de 8 500 spectateurs, les Dragons se qualifient 56-6 au prix d'une démonstration symbolisé par un charge de R. Casty laissant Cox sur le carreau en début de rencontre (26e minute) et affrontent à Wigan au 2e tour les tenants du titre Wigan Warriors (2e de la saison régulière). Bien que conscient de la tâche à accomplir, les Wigan Warriors laissent aucune chance aux Dragons Catalans en s'imposant 44-0 au terme d'un match physique.
La fin d'année 2011 est rythmée par des rencontres officielles de l'équipe de France entraînée par Bobbie Goulding contre l'Ecosse et l'Irlande, pendant que le pays de Galles dispute le tournoi des Quatre Nations. Avant cela, il prend part à une rencontre amicale avec la sélection française contre l'équipe de d'Angleterre à Avignon. Devant 16 866 spectateurs, elle s'incline 32-18 avec les honneurs. Contre l'Ecosse, au stade Gilbert-Brutus, la France maintient son statut en s'imposant 46-10. Pour l'ultime rencontre de la saison contre l'Irlande, R. Casty apprend que la fédération internationale le désigne meilleur joueur français de l'année. Devant un public très clairsemé en Irlande, la France s'impose 34-16 et remporte ce tournoi automnale à trois.

#### 2012: Rémi Casty, dans l'équipe-type de la Super League, prend le capitanat des Dragons Catalans

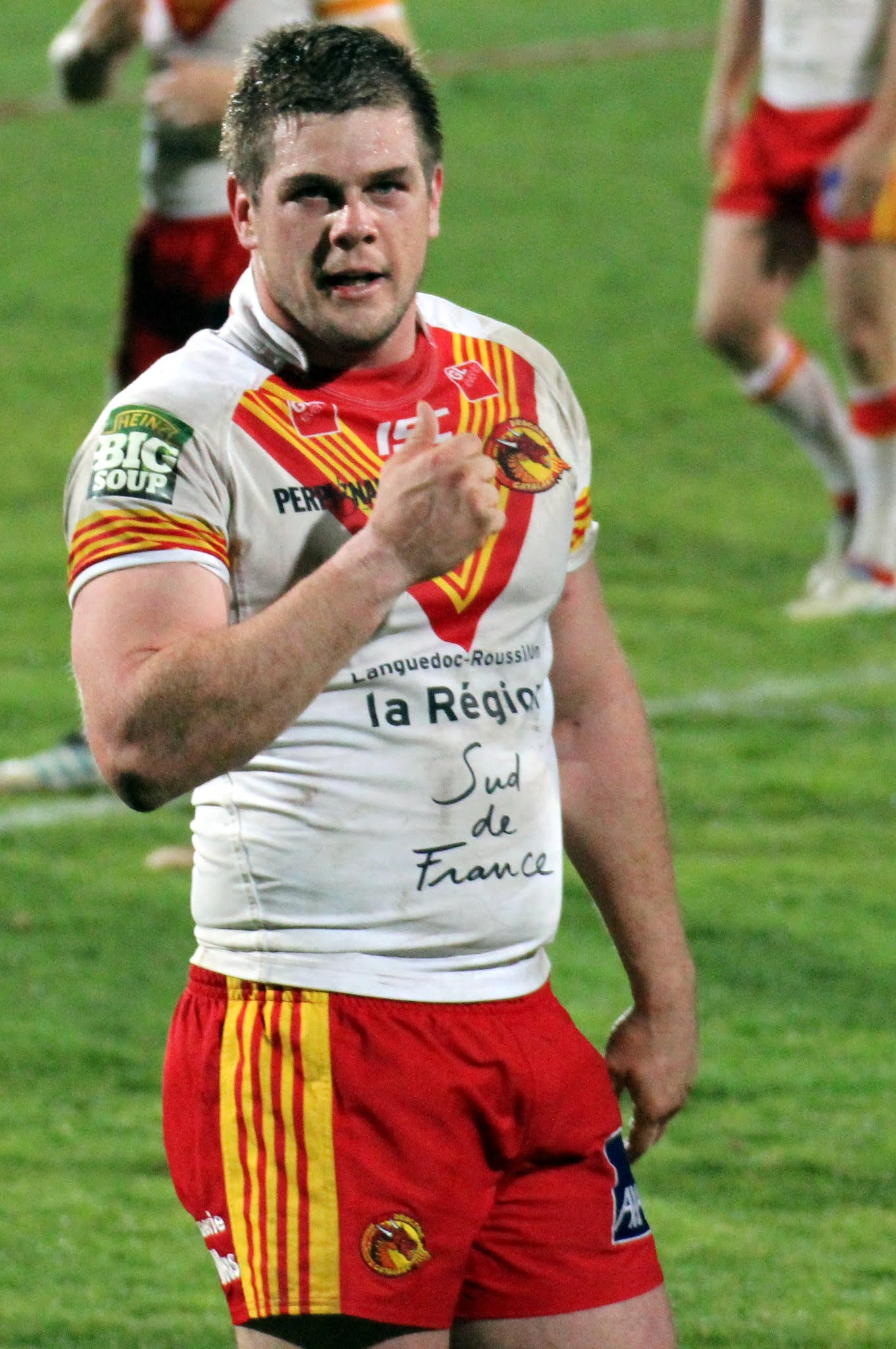
Rémi Casty sous le maillot des Dragons Catalans.

Dans la lignée de leur saison 2011, les Dragons Catalans, pour la seconde saison de Trent Robinson dans le rôle de l’entraîneur, poursuit leur progression et joue le podium en saison régulière dès le coup d'envoi, où chaque poste est doublé. Avec des victoires prestigieuses contre Bradford Bulls, St Helens ou Hull KR, le club surprend par sa constance malgré des absences. Désigné par T. Robinson, R. Casty prend le capitanat en l'absence pour blessure de Grégory Mounis en début de saison puis garde ce rôle toute la saison. R. Casty ne rate aucune rencontre de la saison avec les Dragons Catalans où il est repositionné dans le rôle de pilier constituant la première ligne d'avant avec Lopini Paea et au talonnage Ian Henderson ou Ben Fisher, et vit sa saison la plus prolifique en marquant neuf essais en Super League. Longtemps en course pour le podium, les Dragons Catalans finissent finalement quatrièmes de la saison régulière derrière Wigan, Warrington et St Helens. Qualifiés pour la phase finale, le premier tour les oppose à Wigan Warrios (1er). Avant cette phase finale, un panel de 40 journalistes, comme chaque saison, dévoile l'équipe-type de la saison et place R. Casty dans celle-ci aux côtés de son coéquipier Scott Dureau. R. Casty devient le premier Français à être désigné dans l'histoire de la Super League. Il l'apprend par la voix de Trent Robinson et le remercie de sa confiance, et rend hommage à Jérôme Guisset avec qui il a partagé pendant quatre années les conseils pour performer au plus haut niveau. Le premier tour de la phase finale face à Wigan se ponctue par une défaite 46-6, Wigan dominant le club catalan dans tous les secteurs. En match de barrage pour accéder à la demi-finale, les Dragons Catalans affrontent à domicile Leeds Rhinos (5e).  Dans un match âprement disputé où chacune des équipes prend successivement l'avantage, le demi d'ouverture de Leeds Kevin Sinfield tape un coup de pied rasant dans l'en-but catalan qui amène un essai de Carl Ablett. Malgré un sursaut d'orgueil devant 11 523 spectateurs au stade Gilbert Brutus, les Dragons Catalans s'avouent vaincus 20-26 face au futur champion de la Super League.
En fin d'année 2012, à un an de la tenue de la Coupe du monde 2013 dont une partie des matchs se dérouleront en France, la sélection française, désormais entraînée par Aurélien Cologni, dispute trois rencontres contre le pays de Galles et l'Angleterre deux fois. La première rencontre se dispute au stade Felix-Bollaert de Lens et la sélection française désire oublier le souvenir d'Albi de 2009 où les Gallois étaient venus s'imposer 12-11. Devant 11 628 spectateurs dans une région où le rugby à XIII est inexistant, la France remporte 20-6 la rencontre contre les Gallois, permettant de préparer au mieux la double confrontation face aux Anglais entraînés par Steve McNamara en ce mois de novembre 2012. Malgré la volonté, les Français subit une sévère défaite 44-6, R. Casty dénonce l'arbitrage complaisant à l'égard des Anglais et parle de « charlotade ». La seconde rencontre face aux Anglais rend une même copie avec un score de 48-4, les avants français maintiennent leurs rangs mais la sélection française possède un trop fort déficit en trois-quarts face aux Anglais.

#### 2013: La Coupe du monde et la National rugby League en ligne de mire
Groupe de l'équipe de France :
Les Dragons Catalans en cette saison 2013 perdent leur entraîneur Trent Robinson qui signé pour les Sydney Roosters et voit leur demi Scott Dureau arrêté en raison d'une tumeur à l’œil. Pour la première fois, un entraîneur français prend place à la tête de l'équipe avec la nomination de Laurent Frayssinous, précédemment adjoint de T. Robinson. Malgré tout, le club catalan vise l'une des quatre premières places de la saison régulière. Rémi Casty garde le brassard de capitaine en alternance avec Grégory Mounis. Le début de saison des Dragons Catalans est réussi, occupant à l'issue de la 9e journée la seconde place, mais le mois d'avril coupe l'élan des Dragons qui subissent quatre défaites en cinq rencontres et les voient reléguer au 5e rang. La suite de la saison oscille entre déception et frustration puisque le club catalan au milieu de performances honorables subit de lourdes défaites et ponctue sa saison à la 7e place. R. Casty annonce en juin 2013 qu'il s'engage pour deux saisons pour les Sydney Roosters et rejoindre T. Robinson, en étant libéré de sa dernière année de contrat avec le club catalan et son président Bernard Guasch. Il déclare réaliser un « rêve de gosse [...] Quand tu es joueur de rugby à XIII, évoluer en National Rugby League c'est extraordinaire ! ». Sur la saison en cours, en tant que capitaine, il note des attitudes qui ne sont pas à la hauteur et rappelle en cours de saison à la prise de conscience collective pour espérer un bon résultat final. Qualifiés pour la phase finale, les Dragons Catalans sont opposés à Hull FC au premier tour. Ce sont les derniers moments sous le maillot catalan de Steve Menzies, qui part à la retraite, et de R. Casty. En ce vendredi 13 septembre 2013, les Dragons espèrent faire déjouer leurs hôtes, devant une assistance moindre de 4 970 spectateurs dont le champion de boxe Evander Holyfield, mais ne marquent pas d'essai durant ce match et sont battus 14-4, confirmant leurs difficultés tout au long de la saison sur le plan offensif, étant seulement la 12e meilleure attaque sur 14 équipes en Super League en saison régulière. Cette élimination précoce en phase finale reste loin des objectifs d'intégrer le top 4 de la Super League. R. Casty dispute cette saison-là 29 rencontres pour trois essais inscrits.
La fin d'année 2013 se clôt par l'organisation de la Coupe du monde 2013 en Angleterre tout en programmant deux des trois rencontres de l'équipe de France sur son territoire. R. Casty est sélectionné par le nouveau sélectionneur Richard Agar et constitue l'un des leaders de cette équipe de France. Pour son premier match, la France bat dans une rencontre aux conditions météorologiques difficiles la Papouasie-Nouvelle-Guinée d'un drop de William Barthau (9-8) et prend une option pour les quarts de finale. Lors de la deuxième journée, malgré une affluence record à Avignon avec près de 20 000 spectateurs, la France est battue par une Nouvelle-Zélande jouant à la perfection et un Shaun Johnson des grands soirs (0-48) puis les Samoa s'imposent 22 à 6 contre la France à Perpignan. En raison de sa troisième place, la France est opposée en quart-de-finale à l’Angleterre au DW Stadium de Wigan. Malgré plusieurs temps forts, la France reste trop imprécise dans cette rencontre et s'incline 34-6.

### 2014: une année en Australie aux Sydney Roosters de Trent Robinson
Composition des Sydney Roosters :
Après huit années sous le maillot des Dragons, il répond favorablement à une offre des Sydney Roosters évoluant dans la National Rugby League à partir de 2014. La franchise est entraînée par l'ancien entraîneur des Dragons Catalans Trent Robinson que Casty retrouve. Il côtoie alors des joueurs tels que Sonny Bill Williams, Anthony Minichiello, Roger Tuivasa-Sheck ainsi que James Maloney. Il déclare à cette occasion « C'est l'aboutissement de ma carrière. Après huit années passées aux Dragons, je réalise un rêve d'enfant en intégrant un club de NRL. C'est une idée que je germais depuis plus d'un an et demi et que je vois enfin se concrétiser et je voudrais remercier le club de me laisser saisir cette opportunité. J'ai passé huit années magnifiques aux Dragons et je suis fier d'avoir porté ce maillot, je ne remercierais jamais autant le club pour tout ce qu'il m'a apporté. Ce sera évidemment le premier club que je contacterais si je souhaite revenir un jour en Super League ».
Composition des Sydney Roosters :
Ils disputent ses premiers matchs en National Rugby League lors de la onzième et douzième journées contre le leader les Canterbury-Bankstown Bulldogs que les Roosters de Sydney remportent 32-12, puis contre les Canberra Raiders remporté 26-12. À son troisième match contre le Melbourne Storm, il devient le premier Français à marquer un essai en NRL. Il marque un second essai lors de la victoire contre les Panthers de Penrith lors de la 19e journée. Les Roosters, qualifiés pour la phase finale, Casty prend part à deux matchs de la phase finale devenant le premier Français à la disputer. Après une défaite contre Penrith 18-19, les Roosters battent les Cowboys du North Queensland 31-30 avant d'affronter les Rabbitohs de South Sydney, dans cette dernière rencontre perdue par les Roosters et mettant fin à leur saison, Casty n'y est pas convié. Son bilan de sa première saison en NRL est onze matchs disputés et deux essais inscrits.
Après cette première saison en NRL, R. Casty se voit proposer par les Dragons Catalans un contrat de quatre ans. Il décide alors de rompre son contrat de deux ans en cours avec l'accord des Sydney Roosters pour revenir en France. Il déclare à cette occasion : « Quitter les Roosters a été une décision très difficile à prendre. La proposition des dirigeants catalans et ce contrat de quatre ans, étaient trop difficiles à refuser. Le club a de grandes ambitions pour la saison prochaine, et je veux être là pour cette année si importante dans l’histoire des Dragons. J’ai réalisé un rêve en jouant en NRL et je veux maintenant en réaliser un autre en gagnant un titre avec les Dragons Catalans ».

### 2015-2020: retour aux Dragons Catalans et victoire en Challenge Cup
En raison d'une main cassée en Super League, Rémi Casty ne peut participer à la Coupe du monde 2017.

#### 2018: victoire en Challenge Cup
Composition des Dragons Catalans :

#### 2019-2020: suite
Avant d'attaquer la pahse finale de la Super League, Rémi Casty annonce vouloir faire une saison de plus au sein des Dragons Catalans avec en ligne de mire une participation à la Coupe du monde 2021. Les Dragons battent en quart-de-finale Leeds Rhinos 26-14 et défient en demi-finale les tenants du titre St Helens. Pour sa troisième demi-finale de Super League de son histoire, le club catalan est privé de Michael McIlorum et Joel Tomkins. Toutefois, dans l'élan de sa saison, St Helens bat grâce à un jeu ultra-efficace les Dragons Catalans sur le score sévère de 48-2.
Dix jours, plus tard, l'entraîneur Steve McNamara annonce à Rémi Casty son non-renouvellement de contrat mettant un terme à son aventure au sein des Dragons Catalans au joueur comptant le plus grand nombre de rencontres disputées sous ses couleurs. Une décision que R. Casty estime « assez brutale » car il ne « s'attendait pas à cela » attendant plutôt une reconduction avec une baisse de salaire.

### 2021: ultime saison au Toulouse Olympique XIII
Composition du Toulouse Olympique XIII :
Écarté depuis le 1er décembre 2020 de l'effectif des Dragons Catalans, Rémi Casty reste attentif aux différentes propositions soumises, émanant principalement de Super League tels Leeds Rhinos ou Warrington Wolves. Finalement, l'autre club français engagé dans les championnats anglais ayant pour ambition d'intégrer la Super League, le Toulouse olympique XIII, profite de cette situation et propose à R. Casty d'apporter son expérience. Il signe un contrat d'une année avec le club toulousain le 21 janvier 2021 et croit au projet de monter en Super League.
Dans une saison de Championship contraignant le Toulouse olympique XIII à jouer de nombreuses rencontres en Angleterre sans possibilité d'accueillir de nombreuses équipes, le club toulousain parvient à se maintenir invaincue toute la saison régulière en remportant ses quatorze rencontres. En juillet 2021, R. Casty annonce qu'il ne poursuivra pas sa carrière sportive et désire remporter le titre de Championship pour son ultime saison.
Terminant première au classement de la saison régulière de la Championship, le Toulouse olympique XIII reçoit lors de sa phase finale au stade Ernest-Wallon. Il bat les Batley Bulldogs 51-12 en demi-finale et rejoint en finale les Featherstone Rovers, deuxième de la saison régulière qui a connu qu'une défaite en cette saison, face au Toulouse olympique XIII sur le score de 23-6. L'entraîneur, Sylvain Houles, déclare avant la finale vouloir « gagner le titre pour Rémi Casty ».
Dans un stade rempli de près de 10 000 spectateurs, le Toulouse olympique XIII conserve son invincibilité en remportant la finale face aux Featherstone Rovers 34-12, rejoignant ainsi les Dragons Catalans, finaliste de Super League cette même saison, en Super League qui comptera pour la première fois deux clubs en 2022. Rémi Casty remporte ainsi un ultime titre de sa carrière sportive dans une saison où il y inscrit cinq essais pour treize rencontres disputées.
Deux semaines plus tard, désormais retraité sportivement, il annonce rester à Toulouse et intégrer l'encadrement du Toulouse olympique XIII.

### Après-carrière: reconversion dans le rôle d'entraîneur
Une fois sa carrière sportive close, Rémi Casty décide d'embrasser le rôle d'entraîneur. Il reste au Toulouse olympique XIII pour devenir l'adjoint de Sylvain Houles à partir de 2022, alors que le club toulousain dispute la première saison de Super League de son histoire. Le club, malgré quelques belles performances, ne parvient pas à se maintenir et termine dernier de ce Championnat.
Il rebondit à l'issue de cette saison pour devenir le sélectionneur de l'équipe de France des moins de dix-neuf ans, puis réintègre en parallèle le giron du club des Dragons Catalans en juillet 2023 en devenant entraîneur-adjoint de Justin Murphy de l'équipe réserve Saint-Estève XIII Catalan qui dispute le Championnat de France, puis co-entraîneur de cette même équipe à partir de l'année suivante 2024-2025 avec J. Murphy remportant dès cette saison la Coupe de France 2025.

## Palmarès

### En tant que joueur
- Collectif : 
  - Vainqueur du World Club Challenge : 2014 (Sydney Roosters).
  - Vainqueur de la Challenge Cup : 2018 (Dragons Catalans).
  - Vainqueur du Championship : 2021 (Toulouse).
  - Finaliste de la Coupe d'Europe des nations : 2010 (France).
  - Finaliste de la Challenge Cup : 2007 (Dragons Catalans).
- Individuel :
  - Nommé dans l'équipe type de Super League : 2012 et 2018 (Dragons Catalans).

#### Coupe du monde
| Édition         | Rang            | Résultats France | Résultats Casty | Matchs Casty |
| --------------- | --------------- | ---------------- | --------------- | ------------ |
| Australie 2008  | Dixième         | 1 v, 0 n, 2 d    | 1 v, 0 n, 1 d   | 2/3          |
| Angleterre 2013 | Quart-de-finale | 1 v, 0 n, 3 d    | 1 v, 0 n, 3 d   | 4/4          |

Légende : v = victoire ; n = match nul ; d = défaite.

#### Coupe d'Europe des nations
| Édition | Rang | Résultats France | Résultats Casty | Matchs Casty |
| ------- | ---- | ---------------- | --------------- | ------------ |
| 2010    | 2e   | 2 v 0 n 1 d      | 2 v 0 n 1 d     | 3/3          |

#### Détails en sélection
| Matchs internationaux de Rémi Casty | Matchs internationaux de Rémi Casty | Matchs internationaux de Rémi Casty | Matchs internationaux de Rémi Casty | Matchs internationaux de Rémi Casty | Matchs internationaux de Rémi Casty | Matchs internationaux de Rémi Casty | Matchs internationaux de Rémi Casty | Matchs internationaux de Rémi Casty | Matchs internationaux de Rémi Casty | Matchs internationaux de Rémi Casty | Matchs internationaux de Rémi Casty |
|                                     | Date                                | Adversaire                          | Résultat                            | Compétition                         | Poste                               | Points                              | Essais                              | Pen.                                | Drops                               |                                     |                                     |
| ----------------------------------- | ----------------------------------- | ----------------------------------- | ----------------------------------- | ----------------------------------- | ----------------------------------- | ----------------------------------- | ----------------------------------- | ----------------------------------- | ----------------------------------- | ----------------------------------- | ----------------------------------- |
| sous les couleurs de la France      |                                     |                                     |                                     |                                     |                                     |                                     |                                     |                                     |                                     |                                     |                                     |
| 1.                                  | 2 octobre 2004                      | Maroc                               | 46-6                                | Coupe de la Méditerranée            | Pilier                              | -                                   | -                                   | -                                   | -                                   |                                     |                                     |
| 2.                                  | 5 octobre 2004                      | Serbie                              | 18-4                                | Coupe de la Méditerranée            | Pilier                              | 4                                   | 1                                   | -                                   | -                                   |                                     |                                     |
| 3.                                  | 3 novembre 2007                     | Papouas.-Nlle-Guinée                | 38-26                               | Test-match                          | Pilier                              | -                                   | -                                   | -                                   | -                                   |                                     |                                     |
| 4.                                  | 10 novembre 2007                    | Papouas.-Nlle-Guinée                | 22-16                               | Test-match                          | Remplaçant                          | -                                   | -                                   | -                                   | -                                   |                                     |                                     |
| 5.                                  | 17 novembre 2007                    | Nouvelle-Zélande                    | 14-22                               | Test-match                          | Remplaçant                          | -                                   | -                                   | -                                   | -                                   |                                     |                                     |
| 6.                                  | 27 juin 2008                        | Angleterre                          | 8-56                                | Test-match                          | Remplaçant                          | -                                   | -                                   | -                                   | -                                   |                                     |                                     |
| 7.                                  | 26 octobre 2008                     | Écosse                              | 36-8                                | Coupe du monde                      | Remplaçant                          | -                                   | -                                   | -                                   | -                                   |                                     |                                     |
| 8.                                  | 1er novembre 2008                   | Fidji                               | 6-42                                | Coupe du monde                      | Remplaçant                          | -                                   | -                                   | -                                   | -                                   |                                     |                                     |
| 9.                                  | 13 juin 2009                        | Angleterre                          | 12-66                               | Test-match                          | Pilier                              | -                                   | -                                   | -                                   | -                                   |                                     |                                     |
| 10.                                 | 23 octobre 2009                     | Angleterre                          | 12-34                               | Quatre Nations                      | Pilier                              | -                                   | -                                   | -                                   | -                                   |                                     |                                     |
| 11.                                 | 12 juin 2010                        | Angleterre                          | 6-60                                | Test-match                          | Pilier                              | -                                   | -                                   | -                                   | -                                   |                                     |                                     |
| 12.                                 | 9 octobre 2010                      | Irlande                             | 58-24                               | Coupe d'Europe                      | Pilier                              | 4                                   | 1                                   | -                                   | -                                   |                                     |                                     |
| 13.                                 | 16 octobre 2010                     | Écosse                              | 26-12                               | Coupe d'Europe                      | Pilier                              | -                                   | -                                   | -                                   | -                                   |                                     |                                     |
| 14.                                 | 23 octobre 2010                     | Pays de Galles                      | 11-12                               | Coupe d'Europe                      | Pilier                              | -                                   | -                                   | -                                   | -                                   |                                     |                                     |
| 15.                                 | 21 octobre 2011                     | Angleterre                          | 18-32                               | Test-match                          | Pilier                              | -                                   | -                                   | -                                   | -                                   |                                     |                                     |
| 16.                                 | 29 octobre 2011                     | Écosse                              | 46-10                               | Test-match                          | Pilier                              | -                                   | -                                   | -                                   | -                                   |                                     |                                     |
| 17.                                 | 5 novembre 2011                     | Irlande                             | 34-16                               | Test-match                          | Pilier                              | -                                   | -                                   | -                                   | -                                   |                                     |                                     |
| 18.                                 | 20 octobre 2012                     | Pays de Galles                      | 20-6                                | Test-match                          | Pilier                              | -                                   | -                                   | -                                   | -                                   |                                     |                                     |
| 19.                                 | 3 novembre 2012                     | Angleterre                          | 6-44                                | Test-match                          | Pilier                              | -                                   | -                                   | -                                   | -                                   |                                     |                                     |
| 20.                                 | 11 novembre 2012                    | Angleterre                          | 4-48                                | Test-match                          | Pilier                              | -                                   | -                                   | -                                   | -                                   |                                     |                                     |
| 21.                                 | 27 octobre 2013                     | Papouas.-Nlle-Guinée                | 9-8                                 | Coupe du monde                      | Pilier                              | -                                   | -                                   | -                                   | -                                   |                                     |                                     |
| 22.                                 | 1er novembre 2013                   | Nouvelle-Zélande                    | 0-48                                | Coupe du monde                      | Pilier                              | -                                   | -                                   | -                                   | -                                   |                                     |                                     |
| 23.                                 | 11 novembre 2013                    | Samoa                               | 6-22                                | Coupe du monde                      | Pilier                              | -                                   | -                                   | -                                   | -                                   |                                     |                                     |
| 24.                                 | 16 novembre 2013                    | Angleterre                          | 6-34                                | Coupe du monde                      | Pilier                              | -                                   | -                                   | -                                   | -                                   |                                     |                                     |
| 25.                                 | 22 octobre 2016                     | Angleterre                          | 6-40                                | Test-match                          | Pilier                              | -                                   | -                                   | -                                   | -                                   |                                     |                                     |

#### Détails en club
| Saison    | Saison                   | Championnat           | Championnat | Championnat | Championnat | Championnat | Championnat | Championnat | Coupe                | Coupe      | Sélection | Sélection | Sélection | Sélection | Sélection | Sélection | Sélection |
| Saison    | Saison                   | Comp.                 | Class.      | M           | Pts         | Ess.        | Buts        | Dp.         | Comp.                | Class.     | Comp.     | M         | Pts       | Ess.      | Buts      | Dp.       |           |
| --------- | ------------------------ | --------------------- | ----------- | ----------- | ----------- | ----------- | ----------- | ----------- | -------------------- | ---------- | --------- | --------- | --------- | --------- | --------- | --------- | --------- |
| 2003-2004 | FC Lézignan              | Championnat de France | 8e          |             |             |             |             |             | Coupe de France      | 1/4 finale |           |           |           |           |           |           |           |
| 2004-2005 | FC Lézignan              | Championnat de France | 9e          |             |             |             |             |             | Coupe de France      | 1/4 finale | ME        | 2         | 4         | 1         | -         | -         |           |
| 2005-2006 | Union treiziste catalane | Championnat de France | 1/2 finale  |             |             |             |             |             | Coupe de France      | 1/4 finale |           |           |           |           |           |           |           |
| 2006      | Dragons Catalans         | Super League          | 12e         | 7           | -           | -           | -           | -           | Challenge Cup        | 1/4 finale |           |           |           |           |           |           |           |
| 2007      | Dragons Catalans         | Super League          | 10e         | 10          | 4           | 1           | -           | -           | Challenge Cup        | Finaliste  |           | 3         | -         | -         | -         | -         |           |
| 2008      | Dragons Catalans         | Super League          | 2e tour     | 26          | 8           | 2           | -           | -           | Challenge Cup        | 1/8 finale | CM        | 3         | -         | -         | -         | -         |           |
| 2009      | Dragons Catalans         | Super League          | 1/2 finale  | 28          | 4           | 1           | -           | -           | Challenge Cup        | 1/8 finale | QN        | 2         | -         | -         | -         | -         |           |
| 2010      | Dragons Catalans         | Super League          | 14e         | 21          | 8           | 2           | -           | -           | Challenge Cup        | 1/2 finale | CE        | 4         | 4         | 1         | -         | -         |           |
| 2011      | Dragons Catalans         | Super League          | 2e tour     | 24          | 4           | 1           | -           | -           | Challenge Cup        | 1/8 finale |           | 3         | -         | -         | -         | -         |           |
| 2012      | Dragons Catalans         | Super League          | 2e tour     | 29          | 36          | 9           | -           | -           | Challenge Cup        | 1/4 finale |           | 3         | -         | -         | -         | -         |           |
| 2013      | Dragons Catalans         | Super League          | 1er tour    | 26          | 8           | 2           | -           | -           | Challenge Cup        | 1/4 finale | CM        | 4         | -         | -         | -         | -         |           |
| 2014      | Sydney Roosters          | National Rugby League | 1/2 finale  | 11          | 8           | 2           | -           | -           | World Club Challenge | Vainqueur  |           | 1         | -         | -         | -         | -         |           |
| 2015      | Dragons Catalans         | Super League          | 7e          | 19          | 8           | 2           | -           | -           | Challenge Cup        | 1/4 finale |           |           |           |           |           |           |           |
| 2016      | Dragons Catalans         | Super League          | 6e          | 25          | 4           | 1           | -           | -           | Challenge Cup        | 1/4 finale |           |           |           |           |           |           |           |
| 2017      | Dragons Catalans         | Super League          | 13e         | 27          | 8           | 2           | -           | -           | Challenge Cup        | 1/8 finale |           |           |           |           |           |           |           |
| 2018      | Dragons Catalans         | Super League          | 7e          | 26          | 12          | 3           | -           | -           | Challenge Cup        | Vainqueur  |           |           |           |           |           |           |           |
| 2019      | Dragons Catalans         | Super League          | 7e          | 26          | 4           | 1           | -           | -           | Challenge Cup        | 1/4 finale |           |           |           |           |           |           |           |
| 2020      | Dragons Catalans         | Super League          | 1/2 finale  | 15          | -           | -           | -           | -           | Challenge Cup        | 1/4 finale |           |           |           |           |           |           |           |
| 2021      | Toulouse olympique XIII  | Championship          | Champion    | 13          | 20          | 5           | -           | -           | -                    | -          |           |           |           |           |           |           |           |

### En tant qu'entraîneur
- Collectif :
  - Vainqueur de la Coupe de France : 2025 (Saint-Estève XIII Catalan).

#### Détails en club
| Année     | Année     | Club                      | Compétition | Saison régulière | Saison régulière | Saison régulière | Saison régulière | Saison régulière | Phase finale | Phase finale | Phase finale | Phase finale | Phase finale | Coupe de France |
| Année     | Année     | Club                      | Compétition | Class.           | MJ               | V.               | N.               | D.               | Perf.        | MJ           | V.           | N.           | D.           | Coupe de France |
| 2024-2025 | 2024-2025 | Saint-Estève XIII Catalan | CHF         | 3e               | 20               | 13               | 0                | 7                | 1er tour     | 1            | 0            | 0            | 1            | Vainqueur       |